# Феодоровский собор (Городец)
Фео́доровский собо́р — православный храм в городе Городце Нижегородской области, главный храм Феодоровского монастыря и кафедральный собор Городецкой епархии Русской православной церкви. Был возведён в 1765—1767 годах, разрушен коммунистами в 1940-х и воссоздан в 2008—2009 годах.

## История
В 1700 году в Городецком монастыре был построен деревянный храм в честь Феодоровской иконы Божией Матери с приделом во имя святого князя Александра Невского. В 1708 году было подано прошение о строительстве каменного храма взамен деревянного и вскоре он был возведён (упомянут в описи монастыря 1719 года). После пожара 1765 года Феодоровский собор был восстановлен стараниями управителя Городецкой волости Афанасия Яковлева. На его освящении 19 мая 1767 года присутствовала лично Екатерина II. Представлял собой традиционной архитектуры бесстолпный четверик с пятью мелкими шаровидными главами, декоративными закомарами и шатровой колокольней у северо-западного угла. В 1872 году на хорах были устроены приделы во имя священномученика Антипы Пергамского и великомученицы Екатерины.
В 1927 году храм был закрыт коммунистами и разрушен в конце 1940-х годов.
В 2008—2009 годах воссоздан в старых формах на средства Уральской горно-металлургической компании по инициативе её директора А. А. Козицына. 7 апреля 2008 года состоялась торжественная закладка Феодоровского собора. 12 сентября 2009 года, в день памяти перенесения мощей святого благоверного великого князя Александра Невского, вновь воссозданный Феодоровский собор Городецкого монастыря был торжественно освящен Патриархом Московским и всея Руси Кириллом.

## Галерея

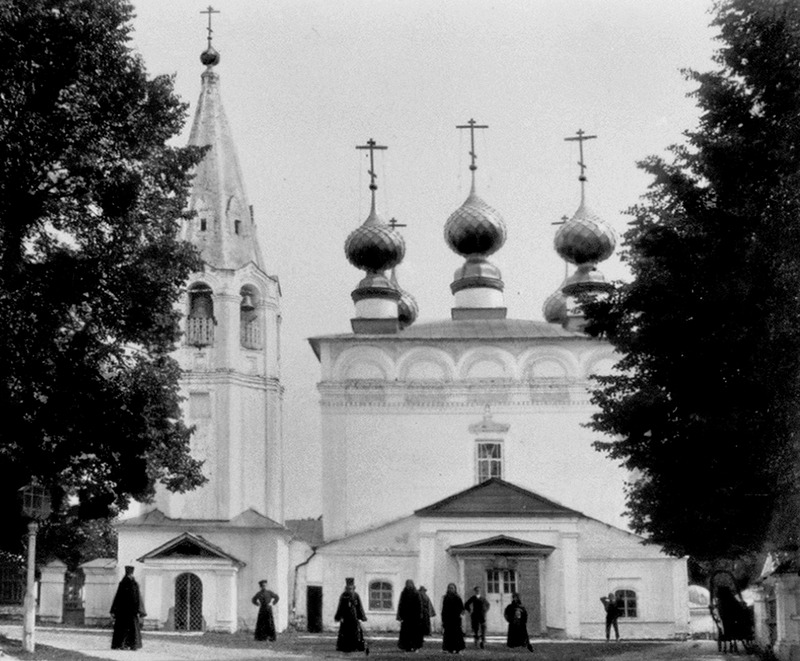
Собор в начале XX века
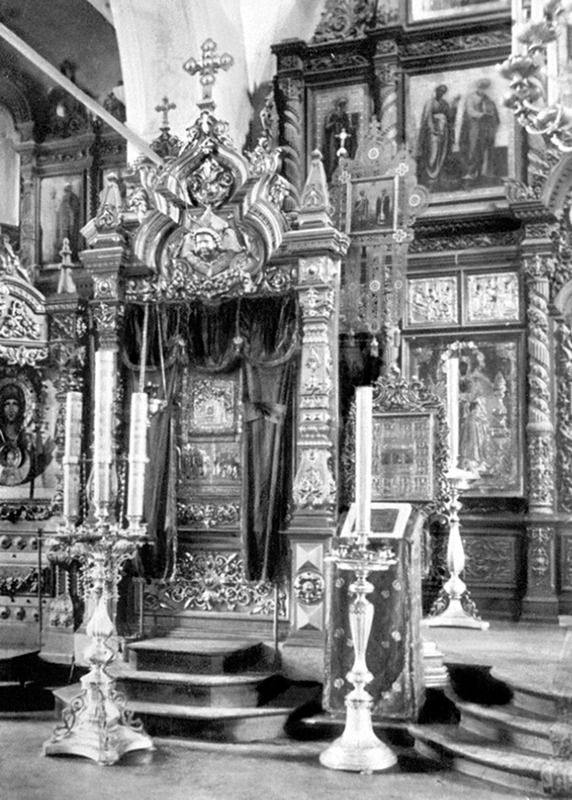
Интерьер старого храма
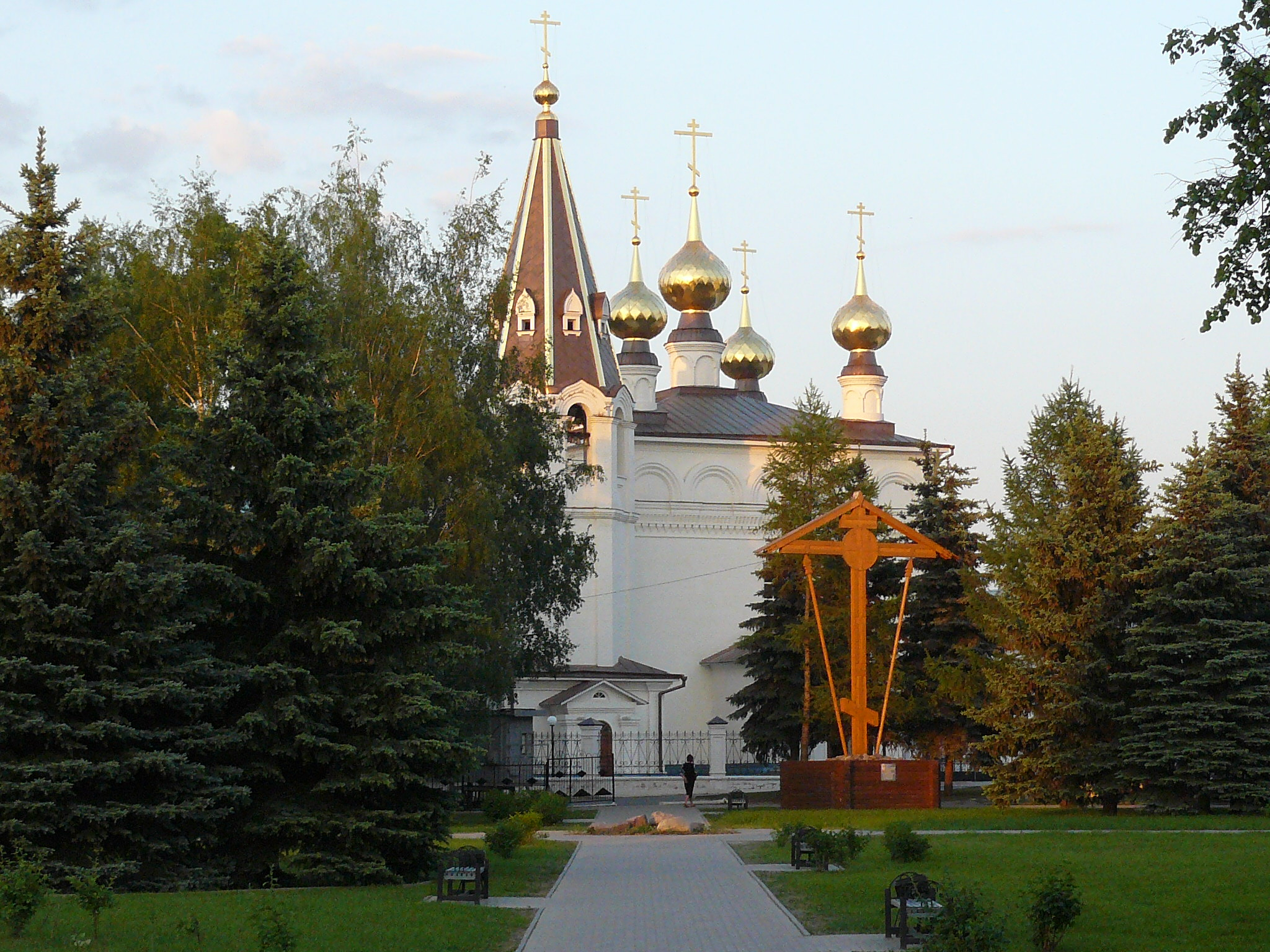
Воссозданный собор и поклонный крест
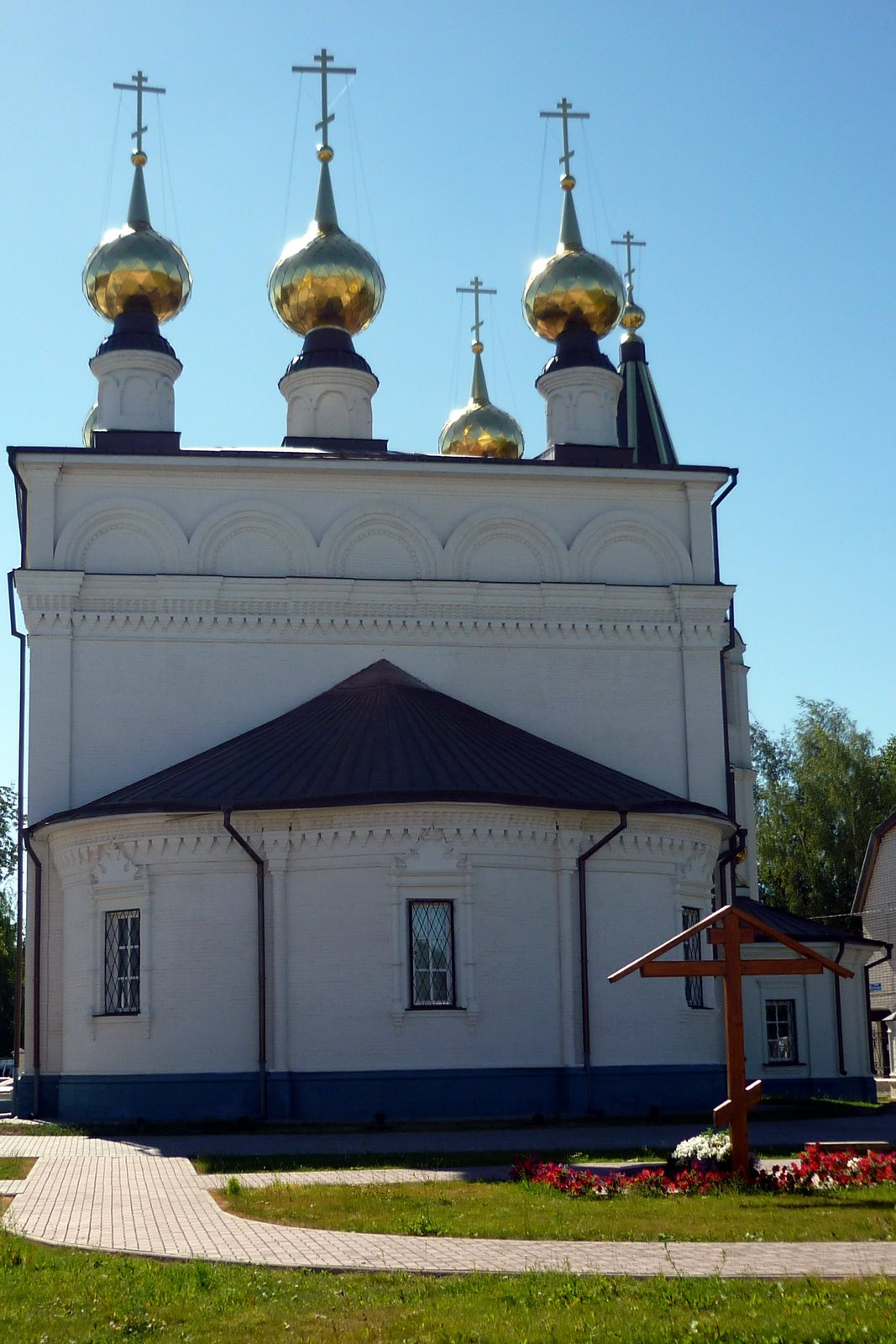
Апсидная сторона
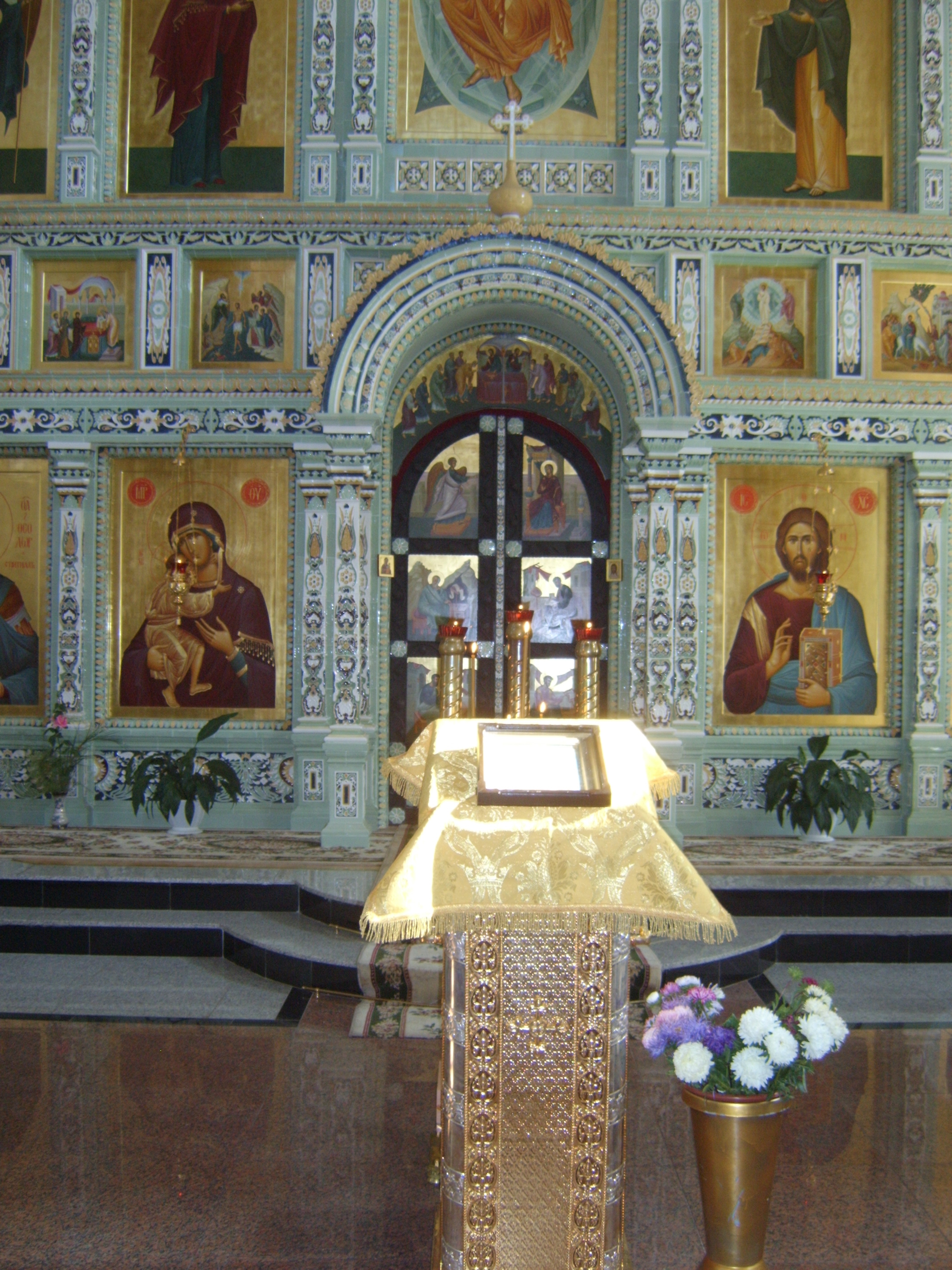
Новый иконостас
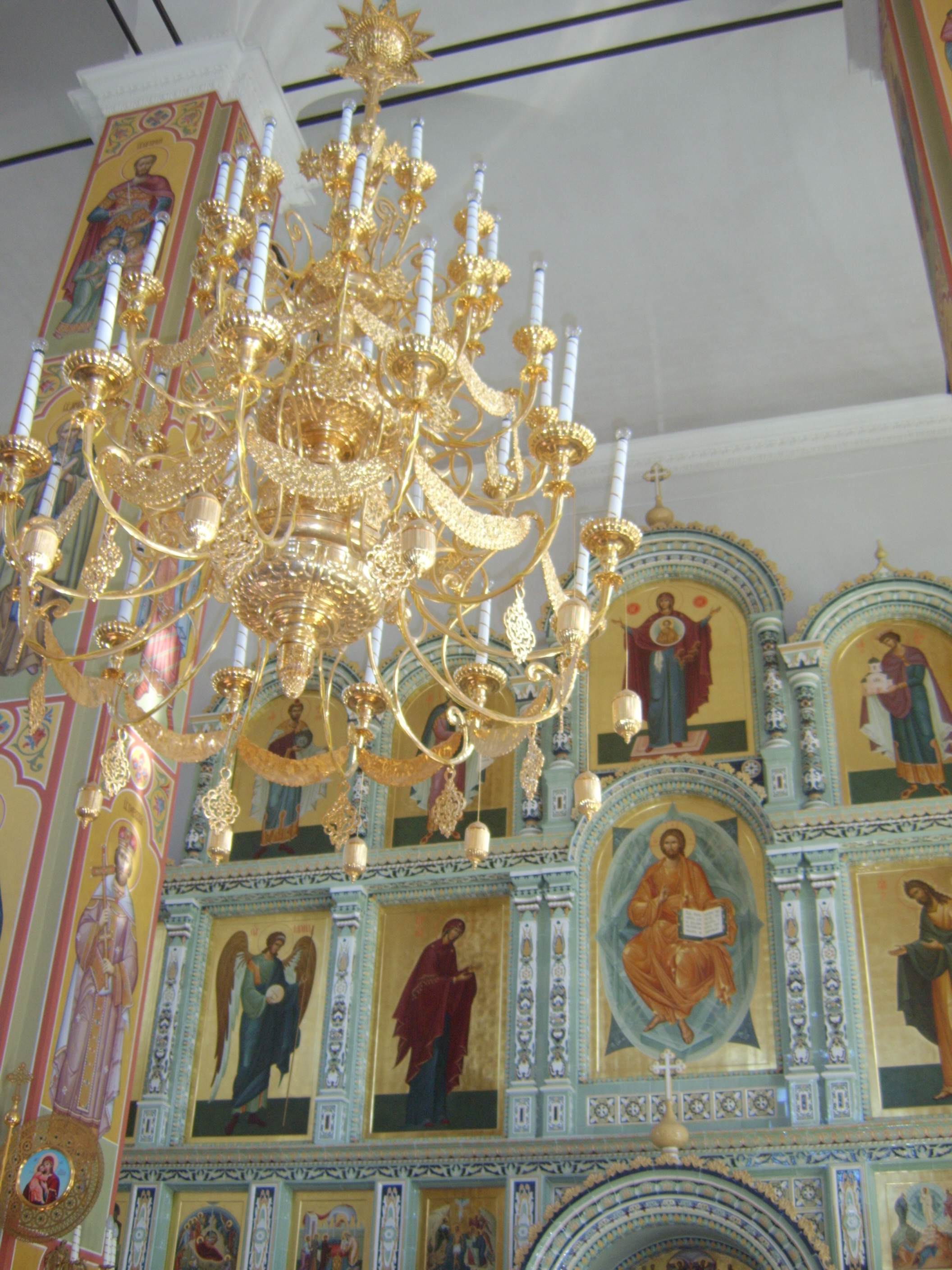
Верх иконостаса и люстра